# Halichaetonotus aculifer
Halichaetonotus aculifer är en djurart som tillhör fylumet bukhårsdjur, och som först beskrevs av Gerlach 1953.  Halichaetonotus aculifer ingår i släktet Halichaetonotus och familjen Chaetonotidae. Arten är reproducerande i Sverige. Inga underarter finns listade i Catalogue of Life.